# 인도-조선민주주의인민공화국 관계
인도-조선민주주의인민공화국 관계는 인도와 조선민주주의인민공화국 간의 양자 관계이다. 양국은 교역 및 외교 관계를 확대하고 있다. 인도는 평양에 대사관을, 조선민주주의인민공화국은 뉴델리에 대사관을 두고 있다.
인도는 조선민주주의인민공화국의 가장 큰 교역 상대국이자 주요 식량 원조 제공자 중 하나였다. 인도산업연합(CII) 에 따르면 2013년 인도의 대북 수출액은 총 6천만 달러 이상이었다. 그러나 인도는 유엔 안보리 경제 제재를 이행하고 2017년 4월 조선민주주의인민공화국과의 대부분의 교역을 중단했다.
인도는 조선민주주의인민공화국의 핵 확산 기록을 비판하며 비핵화 및 군축에 대한 우려를 표명해 왔다. 인도는 조선민주주의인민공화국의 핵실험을 반복적으로 비난해 왔으며 조선민주주의인민공화국의 핵 프로그램을 지역 안보에 대한 위협으로 간주하고 있다. 그러나 다른 한편으로 인도는 조선민주주의인민공화국의 코로나19 대유행 기간 동안 조선민주주의인민공화국에 100만 달러의 의료 지원을 제공했다.
인도는 조선민주주의인민공화국과 남한 간의 어떠한 평화적 합의도 강력히 지지할 것이라고 주장해 왔다. 인도도 한국의 통일을 원한다는 점을 분명히 했다. 2014년 BBC World Service Poll에 따르면 인도인의 23%가 조선민주주의인민공화국의 세속적 영향력을 긍정적으로 보고 있으며 27%는 부정적으로 보고 있다.
2022년 전 세계적으로 조선민주주의인민공화국의 전 세계 은행 및 금융기관에 대한 사이버 해킹 의혹이 제기된 가운데, 사실 여부가 완전히 확인되지는 않았지만 조선민주주의인민공화국 해커가 코스모스 은행의 ATM을 해킹했다는 주장이 제기된 바 있다.

## 역사

### 전근대 관계
13세기 삼국유사 연대기에 따르면 고대 한국의 왕비 허황옥은 "아유타"라는 왕국의 출신이다. 아유타(Ayuta)는 인도의 아요디아(Ayodhya) 또는 칸야쿠마리(Kanyakumari)라는 설이 있다. 2001년 한국 대표단은 아요디아에서 여왕을 위한 기념관을 개관하기도 했다.
한국의 유명한 인도 방문객은 한국의 삼국 중 하나인 신라 출신의 한국 불교 승려인 혜초였다. 혜초는 중국에 있던 인도 스승의 조언에 따라 서기 723년 인도로 떠나 언어와 인도 문화를 익혔다. 그는 자신의 여정을 중국어로 왕오천축국전 또는 "인도 오왕국 여행기"라고 썼다. 이 작품은 오랫동안 분실된 것으로 여겨졌다. 그러나 20세기 초 둔황문헌 중에서 한 필사본이 발견되었다.
마바르 술탄국(Ma'bar Sultanate)의 부유한 상인이었던 아부 알리(Abu Ali)는 Ma'bar 왕실과 밀접하게 연관되어 있었다. 그들과 결별한 후 중국 원나라로 건너가 한인 여성을 아내로 맞이하고 몽고 황제로부터 직위를 받았다. 그 여인은 고려 충렬왕 때 채송년 채인규(蔡仁揆)의 부인이었다. 이는 동국통감, 고려사, 유몽암의 중언기(中俺集)에 기록되어 있다.

1929년에 작곡된 라빈드라나트 타고르(Rabindranath Tagore)의 시 '동방의 등불'은 한국의 영광스러운 과거와 밝은 미래를 이야기한다. 이 시는 오늘날에도 인기가 있다.
"아시아의 황금기, 한국은 아시아의 등불 중 하나였습니다.

그 등불이 다시 한 번 동방의 빛을 밝히기 위해 불을 밝히기를 기다리고 있습니다."

### 한국 전쟁
인도는 한국전쟁이 발발했을 때 조선민주주의인민공화국을 침략자로 규정하고 안보리 결의안 82호 와 83호를 지지했다. 그러나 인도는 한국에 대한 군사 원조 결의 84호를 지지하지 않았다. 비동맹 국가로서 인도는 조선민주주의인민공화국에 대한 군사적 공약에 개입하는 것을 주저했다 . 대신 인도는 유엔의 행동을 도덕적으로 지지하고 인도주의적 조치로 의료부대를 한국에 파견하기로 결정했다. 인도공수사단 소속 부대인 인도 야전 구급차 제60부대가 한국에 파견되도록 선발됐다. 부대는 의사 14명을 포함해 346명으로 구성됐다.
인도는 1947년 분단되지 않은 한국의 선거를 감시한 9명으로 구성된 유엔 위원회의 의장이었다. 한국전쟁 이후 인도는 다시 한반도 중립국 송환위원회 의장으로서 중요한 역할을 했다.

### 최근 관계
1962년 3월 1일 영사관계가 수립되었고, 1968년 10월 조선민주주의인민공화국 주재 인도총영사관이 설립되었다. 1973년 12월 10일 평양에 인도대사관이 설립되었다. 두 국가 모두 비동맹 운동의 회원이며 많은 국제 문제에 대한 공통된 견해를 강조한다. 인도는 한국의 평화와 안정을 지원하기 위해 대화에 참여하고 조선민주주의인민공화국과 서방세계를 잇는 다리 역할을 하려고 노력하고 있다.
그러나 인도와 조선민주주의인민공화국의 관계는 특히 파키스탄의 핵 미사일 프로그램에 대한 지원으로 인해 파키스탄과의 조선민주주의인민공화국 관계에 의해 영향을 받았다. 1999년 인도는 칸들라 해안에서 미사일 부품과 청사진을 실은 것으로 밝혀진 조선민주주의인민공화국 선박을 압수했다. 인도와 한국의 관계는 경제적, 기술적 깊이가 훨씬 더 깊으며, 한국의 투자와 기술에 대한 인도의 열망은 조선민주주의인민공화국과의 관계에 부정적인 영향을 미쳤다. 인도는 조선민주주의인민공화국의 핵·미사일 실험에 대해 지속적으로 반대 입장을 표명해왔다.
2019년 3월 7일부터 시행되는 유엔 안보리 경제 제재의 결과로 인도 시민은 조선민주주의인민공화국 시민과 자본 거래를 할 수 없게 되었다. 또한 인도 정부는 통지일로부터 180일 이내에 기존 투자 거래를 청산할 것을 요청했다.
2021년 7월 인도는 COVID-19 제한으로 인해 평양 주재 대사관을 "일시적으로 폐쇄"했다. 아툴 고수르베(Atul Gotsurve) 인도대사는 특수열차를 타고 조선민주주의인민공화국-러시아 국경을 통해 조선민주주의인민공화국을 떠났다.

## 경제 관계

### 거래
최근 몇 년 동안 인도와 조선민주주의인민공화국 간의 무역이 크게 증가했다. 2000년대 중반 평균 총 거래액이 겨우 1000만 달러에서 2013년에는 6000만 달러까지 치솟았다. 인도의 수출액은 약 6000만 달러인 반면 조선민주주의인민공화국의 대인도 수출액은 3600만 달러에 달해 무역은 압도적으로 인도에 유리하다. 인도의 조선민주주의인민공화국에 대한 주요 수출품은 정제된 석유 제품이며, 은과 자동차 부품은 조선민주주의인민공화국에서 수입하는 주요 부품이다. 인도는 2010년 10월 제6차 평양추계무역박람회에 참가한 이후 양국 간 경제협력과 무역을 확대하기 위한 노력을 기울여 왔다. 2010-11년 인도-조선민주주의인민공화국 교역액은 5700만 달러였으며 인도의 수출액은 3200만 달러였다. 유엔 안보리 제재 결의로 인해 2017년 4월 발효된 조선민주주의인민공화국과의 식품 및 의약품을 제외한 무역이 제한되었다. 유엔 제재로 양국 교역량이 크게 줄었다.

### 식량 원조
2002년과 2004년에 인도는 조선민주주의인민공화국이 극심한 기근과 같은 상황을 극복할 수 있도록 2000톤의 식량을 지원했다. 2010년에 인도는 조선민주주의인민공화국의 식량 지원 요청에 응하여 UN 세계 식량 계획을 통해 100만 달러 상당의 맥류와 밀 1,300톤을 조선민주주의인민공화국에 제공했다. 인도는 2019년 조선민주주의인민공화국의 인도주의적 활동을 위해 세계식량계획(WFP)에 100만 달러를 기부했으며, 2019년 11월 발표된 유엔 기구의 월간 보고서는 빈곤한 조선민주주의인민공화국이 만성적인 식량 부족에 대처하기 위해 고군분투하는 가운데 이를 보여주었다. 보고서는 "WFP는 조선민주주의인민공화국에 대한 지원을 강화하기 위한 수단으로 남북 및 삼각 협력을 강화했으며, 인도 정부로부터 조선민주주의인민공화국 내 사업을 위해 100만 달러를 기부 받았다"고 밝혔다.

### 의료 지원
인도 정부가 세계보건기구(WHO)의 요청에 따라 100만 달러 상당의 항결핵제를 조선민주주의인민공화국에 보냈다고 평양주재 인도대사관이 1일 보도자료를 통해 밝혔다. 보도자료는 “의료 지원은 조선민주주의인민공화국에서 진행 중인 WHO의 항결핵(TB) 프로그램의 후원 아래 있다”고 밝혔다. 지원 패키지는 Atul Malhari Gotsurve 주북 인도 대사가 조선민주주의인민공화국 당국에 전달했다. 인도의 최근 대북 인도적 지원인 항결핵 의약품 공급은 인도가 조선민주주의인민공화국에 대한 의료 공급 부족에 민감하기 때문에 보내졌다고 대사관은 말했다.

## 최근 방문

### 2015년
2015년 4월 23일 리수용 조선민주주의인민공화국 외무상이 인도의 수도 뉴델리를 방문해 수시마 스와라지 인도 외무상과 조선민주주의인민공화국 핵 프로그램에 대해 회담을 갖고 추가 인도적 지원을 요청했지만 최근 파키스탄을 지지하는 조선민주주의인민공화국의 성명때문에 합의에 이르지 못했다.

### 2018년
2018년 5월 15일 비제이 쿠마르 싱 Gen(인도 외무상)이 김영대 조선민주주의인민공화국 부통령(외무장관)과 회담을 가졌다.

## 같이 보기
- 허황옥
- 조선민주주의인민공화국의 대외 관계
- 대한민국의 대외 관계
- 한국의 역사
- 평양 국제영화축전